# Early Transparent Gage
Early Transparent Gage, sinonimia: Reine Claude Hative, es una variedad cultivar de ciruelo (Prunus domestica), de las denominadas ciruelas europeas,
una variedad de ciruela obtenida en 1866 por el horticultor Thomas Rivers en Sawbridgeworth (Herefordshire), como plántula de la variedad 'Transparent Gage' (sinónimo:'Reina Claudia Transparente').
Las frutas tienen un tamaño medio, color de piel amarillo verdoso o dorado con estrías y manchas amarillentas que parten de la cavidad peduncular, chapa variable en salpicaduras no uniformes de color granate o rojo violeta, con abundante punteado de tamaño diverso, y pulpa de color calabaza claro o amarillo dorado, transparente, con textura blanda, algo pastosa, bastante jugosa, y sabor agridulce y refrescante, muy bueno.

## Sinonimia
- "Early Transparent",
- "Reine Claude Hative",
- "Early Transparent Gage",
- "Reine-Claude Diaphane Hâtive",
- "Rivers' Early Apricot",
- "Vroege Reine Claude".[5]

## Historia
El área de origen de los ciruelos "Reina Claudia" sería seguramente Siria?, y se obtuvo en Francia tras el descubrimiento de un ciruelo importado de Asia que producía ciruelas de color verde. Este ciruelo fue traído a la corte de Francisco I por el embajador del reino de Francia ante la "Sublime Puerta", en nombre de Solimán el Magnífico.
El nombre de Reina Claudia es en honor de Claudia de Francia (1499–1524), duquesa de Bretaña, futura reina consorte de Francisco I de Francia (1494–1547). En Francia le decían la bonne reine.
'Early Transparent Gage' es una variedad de ciruela obtenida como plántula de la variedad 'Transparent Gage' (sinónimo:'Reina Claudia Transparente') por el horticultor Thomas Rivers en Sawbridgeworth (Herefordshire) en 1866. Fue galardonada con el «First Class Certificate» por la "Royal Horticultural Society" en 1898.
Esta variedad está descrita :1. Jour. Hort. N. S. 17:286. 1869. 2. Hogg Fruit Man. 722. 1884. 3. Guide Prat. 153, 364. 1895. 4. Rivers Cat. 34. 1898. 5. Bartrum Pears and Plums 63. 1902.
'Early Transparent' está cultivada en el banco de germoplasma de cultivos vivos de la Estación experimental Aula Dei de Zaragoza. Está considerada incluida como una variedad local muy antiguas, cuyo cultivo se centraba en comarcas muy definidas, que se caracterizan por su buena adaptación a sus ecosistemas, y podrían tener interés genético en virtud de su características organolepticas y resistencia a enfermedades, con vista a mejorar a otras variedades.
'Early Transparent Gage' se cultiva en la National Fruit Collection con el número de accesión: 1947 - 387 y nombre de accesión : Early Transparent Gage. El espécimen fue recibido en el «National Fruit Trials» (Probatorio Nacional de Frutas) en 1947 procedente de Hertfordshire.

## Características
'Early Transparent Gage' árbol de vigoroso crecimiento, con ramas largas y robustas que forman una copa ancha, redonda y despeinada, que da frutos irregulares y ocasionalmente abundantes. Requiere suelo ligero y una posición soleada. Las mejores frutas vienen cuando hay un comienzo de verano húmedo y un clima cálido y seco en el período de maduración. Si el clima es al revés, gran parte de la cosecha se pierde por culpa de la monilinia (Podredumbre parda). Tiene un tiempo de floración que comienza a partir del 15 de abril con el 10% de floración, para el 20 de abril tiene una floración completa (80%), y para el 3 de mayo tiene un 90% de caída de pétalos.
'Early Transparent' tiene una talla de tamaño mediano a grande (peso promedio 52.20g.), de forma redondeada aplastada, con depresión más o menos acusada en la parte ventral y muy ligera en
el tercio inferior dorsal, asimétrica, con un lado ligeramente mayor, con la sutura bien visible, línea de color verdoso indefinido, transparente, en depresión más o menos acusada en toda su extensión; epidermis con pruina blanquecina, muy abundante en las depresiones y ligera en el resto, sin pubescencia, siendo la piel de color amarillo verdoso o dorado con estrías y manchas amarillentas que parten de la cavidad peduncular.
Chapa variable en salpicaduras no uniformes de color granate o rojo violeta, con abundante punteado de tamaño diverso, blanquecino sin aureola, perceptible sobre el fondo mientras que sobre la chapa es granate oscuro; Pedúnculo de longitud mediano o largo ( promedio 16.42mm), fino, pubescente, ubicado en una cavidad del pedúnculo de anchura media, poca profundidad, medianamente rebajada en la sutura y casi imperceptiblemente en el lado opuesto;pulpa de color calabaza claro o amarillo dorado, transparente, con textura blanda, algo pastosa, bastante jugosa, y sabor agridulce y refrescante, muy bueno.
Hueso adherente, pequeño, redondeado, semi globoso, con surco dorsal interrumpido en la parte central, los dorsales bastante marcados, y la superficie semi rugosa.
Su tiempo de recogida de cosecha se inicia en su maduración de tercera decena de julio a la primera de agosto.

## Usos
La ciruela 'Early Transparent Gage' se comen crudas de fruta fresca en mesa, en macedonias de frutas, pero también en postres, repostería, como acompañamiento de carnes y platos. Se transforma en mermeladas, almíbar de frutas, compotas.

## Cultivo
Autofértil, es una muy buena variedad polinizadora de todos los demás ciruelos de Reina Claudia.

## Enfermedades y plagas
Plagas específicas:
Pulgones, Cochinilla parda, aves Camachuelos, Orugas, Araña roja de árboles frutales, Polillas minadoras de hojas, Pulgón enrollador de hojas de ciruelo.
Enfermedades específicas:
Podredumbre parda de las ciruelas.